# Athos Valsecchi
Athos Valsecchi (Gravedona, 26 novembre 1919 – Roma, 20 luglio 1985) è stato un politico italiano.
Sindaco di Chiavenna dal 1951 al 1956 e dal 1964 al 1970, è stato Ministro delle Finanze, dell'Agricoltura, della Sanità, delle Poste e Telecomunicazioni. Presidente della Federbim. Presidente della Carlo Erba, Presidente dei Coltivatori Diretti di Sondrio.

## Biografia

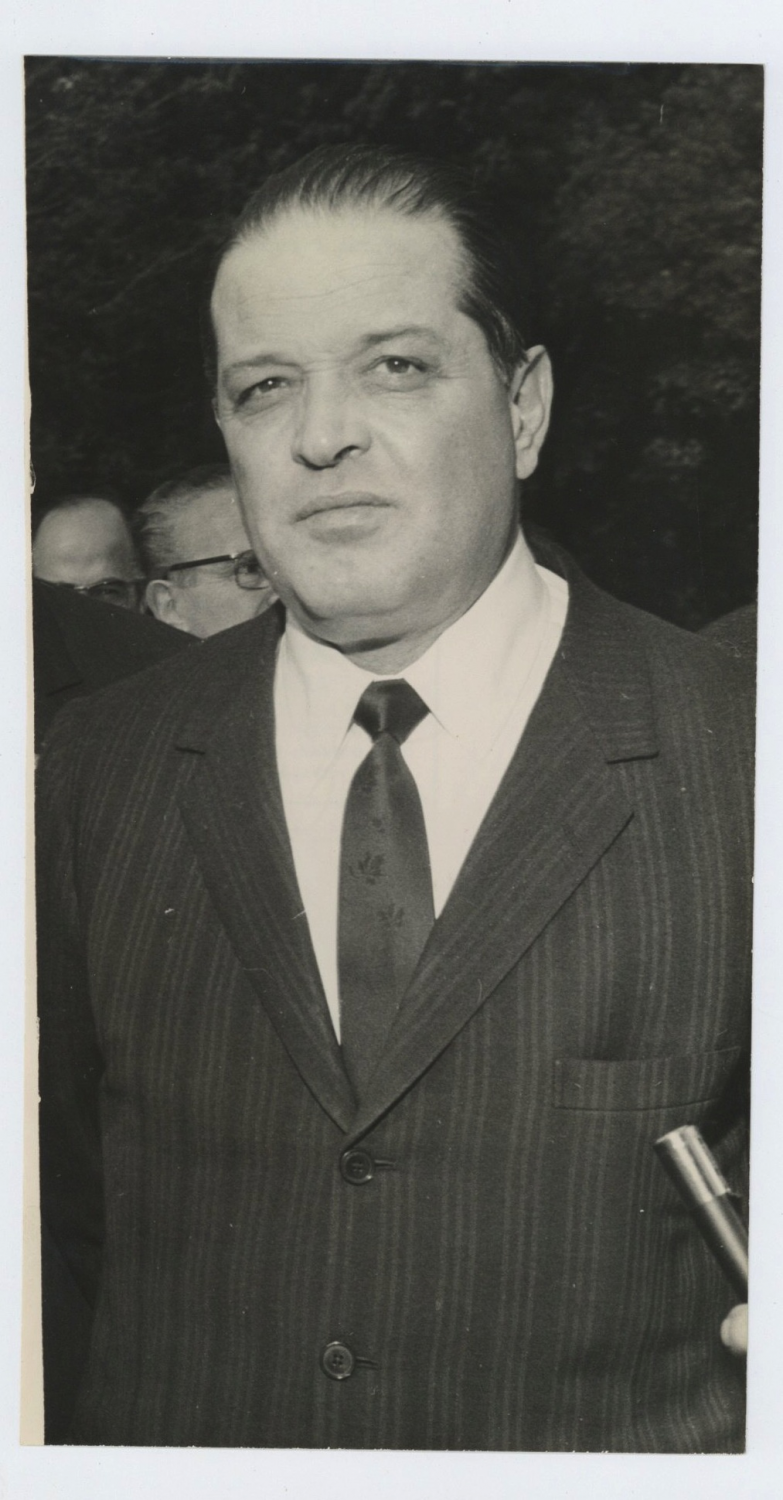
Athos Valsecchi

Di umili origini (il padre era pasticciere, orfano di madre sin dalla nascita), passò l’infanzia e l’adolescenza a Chiavenna (SO), città da cui la famiglia era originaria. Si laureò in lettere alla università Cattolica di Milano nel 1942.
Fu Tenente di Complemento  degli Alpini. Dopo l’8 settembre 1943 si rifugiò nella Confederazione Elvetica come internato. In quella sede iniziò ad avvicinarsi al pensiero politico dei cattolici democratici, conoscendo e frequentando persone presenti in Svizzera, tra cui Amintore Fanfani.
Rientrato a Chiavenna dopo la fine del conflitto fu professore e Preside delle scuole Medie del Comune di Chiavenna e continuò la sua attività politica nell’ambito della Democrazia Cristiana provinciale, legandosi particolarmente ad Ezio Vanoni.
Fu eletto appena ventottenne alla Camera dei deputati nella legislatura del 1948 e poi riconfermato nelle successive legislature del 1953 e del 1958. Successivamente fu eletto Senatore per tre legislature e ricoprì numerosi incarichi parlamentari e di governo, che tuttavia non lo indussero mai a tralasciare l'intensa attività politica ed economica in favore della sua Provincia.
Nominato presidente del Consorzio BIM (Bacino Imbrifero Montano) dell'Adda, carica che mantenne sino al 1985, anno della sua morte, grazie ad una attenta e perspicace amministrazione dei contributi dei sovra canoni che i produttori di energia elettrica versavano al BIM,  si adoperò in diverse iniziative tese al miglioramento della vita e della economia del suo territorio.
Potenziò la selezione zootecnica attraverso lo sviluppo del libro genealogico e al risanamento della razza bovina bruna alpina caratteristica della zona montana.
A riconoscimento di questi meriti l'Associazione Provinciale Allevatori di Sondrio il 16 ottobre 1966, alla presenza del Ministro per l'Agricoltura e le Foreste, gli conferì la Medaglia d'Oro al merito.
Intervenne nei settori dell’agricoltura ortofrutticola e vinicola, nella produzione lattiero casearia.
Inoltre, sempre nell’ambito della gestione dei fondi del consorzio BIM, con il supporto economico delle Banche locali, poté incrementare l’industrializzazione della Provincia, creando posti di lavoro e migliorando la qualità della vita, riuscendo a fermare l’emigrazione.
Rilanciò il turismo in Provincia. Si sovvenzionarono numerose opere pubbliche e servizi nei comuni.
Fu anche Sindaco del comune di Chiavenna dal 1951 al 1956 e dal 1964 al 1970
Favorì intensamente la nascita della federazione nazionale dei consorzi dei Bacini imbriferi montani (Federbim) del cui organismo ne divenne  quasi subito Presidente, carica che mantenne sino alla sua morte.

### Incarichi parlamentari
- 1948: Membro della Commissione Finanze e Tesoro della Camera
- 1953: Vice Presidente della Commissione Finanze e Tesoro della Camera
- 1953-1958: Membro della Commissione Industria e Commercio
- 1953-1958: Segretario della Giunta per i trattati di Commercio e legislazione doganale
- 1953-1958: Commissario per la vigilanza nell'Amministrazione del Debito Pubblico
- 1954-1958: Membro del Comitato del Gruppo Parlamentare per la Camera della Democrazia Cristiana e Segretario della Commissione elettorale del partito stesso per le materie attinenti ai bilanci e per la moneta
- 1957-1960: Membro dell'Assemblea Parlamentare Europea e Vice Presidente della Commissione per il Bilancio e l'amministrazione della stessa
- 1958-1960: Presidente dei Comitati di Cooperazione economica italo-tedesco e italo-francese
- 1960-1963: Presidente della Commissione Finanze e Tesoro della Camera
- 1971: Membro del Comitato Direttivo del Gruppo Parlamentare della Democrazia Cristiana

### Sottosegretario
- 1958: Bilancio (Ministro Medici, Presidente del Consiglio Fanfani)
- 1959: Finanze (Ministro Taviani, Presidente del Consiglio Segni)
- 1963: Finanze (Ministro Tremelloni, Presidente del Consiglio Moro)
- 1964: Finanze (Ministro Tremelloni, Presidente del Consiglio Moro)
- 1966: Finanze (Ministro Preti, Presidente del Consiglio Moro)
- 1968: Sottosegretario alla Presidenza del Consiglio dei ministri (Presidente del Consiglio Leone)

### Ministro
- Dal 12 dicembre 1968 all'8 agosto 1969: Agricoltura e Foreste (Presidente del Consiglio Rumor)
- Dal 5 agosto 1969 al 27 marzo 1970: Poste e Telecomunicazioni (Presidente del Consiglio Rumor)
- Dal 17 febbraio 1972 al 26 giugno 1972: Sanità (Presidente del Consiglio Andreotti)
- Dal 26 luglio 1972 al 7 luglio 1973: Finanze (Presidente del Consiglio Andreotti)

### Altre cariche
- Presidente del Consorzio dei Comuni del Bacino Imbrifero Montano per l'Adda (1956-1985)
- Presidente dell'Istituto per l'Economia Europea
- Presidente della Federazione Provinciale dei Coltivatori diretti di Sondrio
- Presidente della Federazione dei Consorzi dei Bacini Imbriferi Montani (Federbim)
- Presidente d'Onore della Fondazione per i Problemi Montani dell'Arco Alpino
- Presidente della società Carlo Erba di Milano
- Presidente della società Fisac di Como

## Curiosità
Nel 1972, anno dell'introduzione dell'I.V.A. (Imposta sul Valore Aggiunto) che sostituiva l'Ige (Imposta Generale sulle Entrate), Athos Valsecchi era Ministro delle Finanze. L'acronimo I.V.A. fu allora "ribattezzato" in Imposta Valsecchi Athos.
La figura di Athos Valsecchi fu centrale nella riforma tributaria degli anni settanta, di cui storicamente si pone come il padre. Il 1 gennaio 1973, quando era Ministro delle Finanze, entrò in vigore la prima parte della riforma, quella delle imposte indirette, che culminò con l'introduzione dell'IVA. Successivamente Valsecchi iniziò a lavorare sulla seconda parte della riforma, quella delle imposte dirette, che entrò in vigore il 1 gennaio 1974. 
Nel 1972 il Ministro delle Finanze Valsecchi scoprì che una parte degli utili delle lotterie nazionali da anni affluiva su un conto speciale del Ministero; si trattava di somme consistenti che nessuno aveva mai usato. Negli stessi giorni il Comandante la Guardia di Finanza descriveva al Ministro la situazione in cui versava la GdF: auto vecchie, mezzi navali obsoleti, un solo cantiere in tutta Italia, niente mezzi aerei. Valorizzando i fondi del conto "dimenticato" Valsecchi decise di porre rimedio a quella situazione disastrosa e comprò 200 Alfa Romeo, mezzi navali nuovi, alcuni elicotteri Nardi e fece sistemare i tre cantieri alto Adriatico, Mar Ligure e Sud. Questi provvedimenti gli valsero l'importante onorificenza di “Appuntato ad Honorem" della Guardia di Finanza che lo parificava in grado al Generale di livello più elevato e lo affiancava a pochissimi altri insigniti, tra cui D'Annunzio e Puccini.

## Lo scandalo dei petroli
Nel 1974 Athos Valsecchi insieme ad altri politici (Giulio Andreotti, Giacinto Bosco, Mario Ferrari Aggradi, Mauro Ferri, Luigi Preti) fu coinvolto nel cosiddetto Primo scandalo dei petroli, con l'accusa di aver beneficiato o favorito finanziamenti all'Enel e ai partiti di governo da parte delle società petrolifere, Del caso, trattandosi di Ministri, si occupò la Commissione inquirente per i procedimenti di accusa che, dopo aver stralciato per prescrizione la posizione di quasi tutti i Ministri sopracitati, alcuni per decorrenza dei termini, volle proseguire nelle indagini solo a carico di Valsecchi e di Ferri. La commissione dopo lungo e attento esame dovette riconoscere che gli atti adottati dal Ministro delle Finanze Valsecchi come pure quelli del Ministro dell’industria Ferri erano legittimi “escludendo ogni ipotesi di corruzione” e quindi di non doversi procedere nei loro confronti. Valsecchi fu interamente prosciolto, ma solo dopo 5 anni.
Mauro Ferri, peraltro, nel 1995 sarebbe divenuto Presidente della Corte Costituzionale.

## Vita privata
Dal matrimonio con Marisa Gallegioni avvenuto a Chiavenna nel 1948 nacquero tre figli: Ermanno, Giovanna e Francesco. Nel 1956 trasferì la sua famiglia a Roma mantenendo tuttavia fermi legami con la terra d’origine.